# ダミー人形

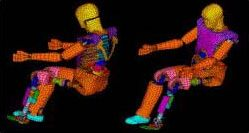
ダミー人形の3次元モデル

ダミー人形（ダミーにんぎょう、Crash test dummy）は、実物大の擬人テスト装置である。この装置は人体の形状・体重・動きを模した人体模型で、乗り物の衝突実験のデータを取るのに用いられる。このデータは速度や力の強さ、加速度やトルク、姿勢などを変えることで、テストにおける衝撃の変化を測ることができる。自動車から飛行機までさまざまなタイプの乗り物に対応したダミー人形がある。
また、学校や地域などの交通安全教室においては、スケアードストレート技法の一環として、ダミー人形が用いられた例もある。
工業を専門としたウェブサイト「MONOist」の三島一孝は2019年の記事の中で、シミュレーション技術の発展によってダミー人形による試験回数を減らそうという動きが出ているとしつつも、ヒューマネティクス・イノベーティブ・ソリューションズ・ジャパン テクニカルセンター長の岩村卓哉の「[前略]新たな車種の開発時や法規制の変更時などが多く需要には波がある市場だが、全体的に試験回数は減少傾向にある。ただ一方で、衝突試験は必ず行わなければならないので需要はゼロにはならない。さらに、1度の衝突試験でより多くのデータを取得しようというニーズは高まっており、センサーの設置数を増やすなど、ダミー人形そのものの高度化は今後も進んでいく」という意見を紹介している。自動車専門のウェブサイト「WEB CARTOP」の近藤暁史も2021年の記事の中で、コンピュータを用いたシミュレーションで使うデータはダミー人形による実験を通じて得られるため、2021年現在においてもダミー人形によるテストが行われていると述べている。

## 歴史

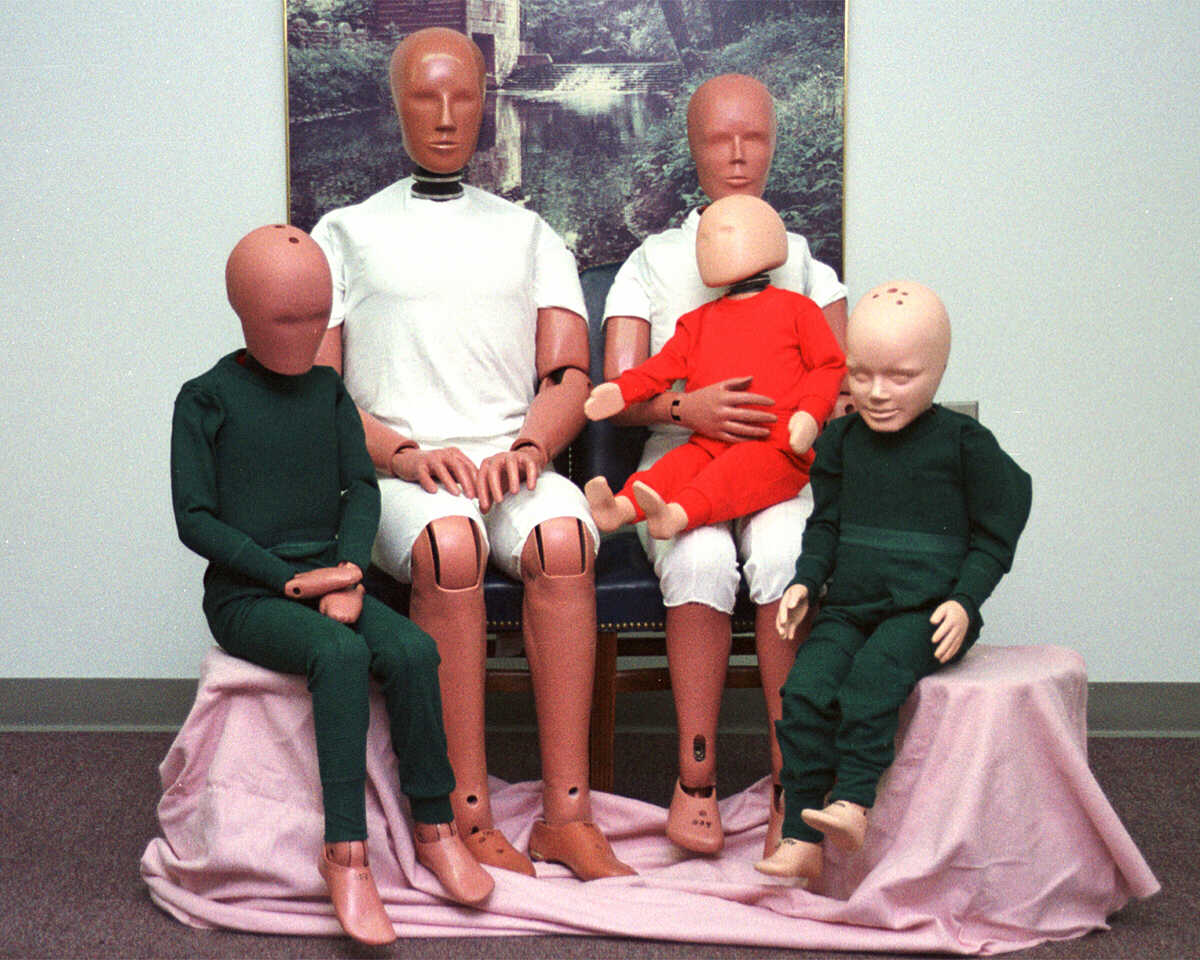
ダミー人形の一種であるハイブリッドIIIは、男性モデルだけでなく、女性や子供のモデルもある

ダミー人形は、第二次世界大戦における軍事開発の中で発明された。
かつてはアメリカ空軍が1949年に開発した身長180cmのダミー人形が民間でも使われていたため、シートベルトが女性に適合しないなどの問題があったことから、現代では複数のサイズを使い分けている。
2021年の時点において、日本における衝突実験では海外から輸入したダミー人形が用いられている一方、日本のダミー人形メーカーもわずかながら存在する。
その後ハイブリッドIIIという改良型が登場するが、このダミーは正面衝突を研究するために開発されたため、後面や側面など別の方向からの衝突や、横転が人体に与える衝撃の観察には不向きだったため、後に側突用のダミー人形が登場した。

## 種類

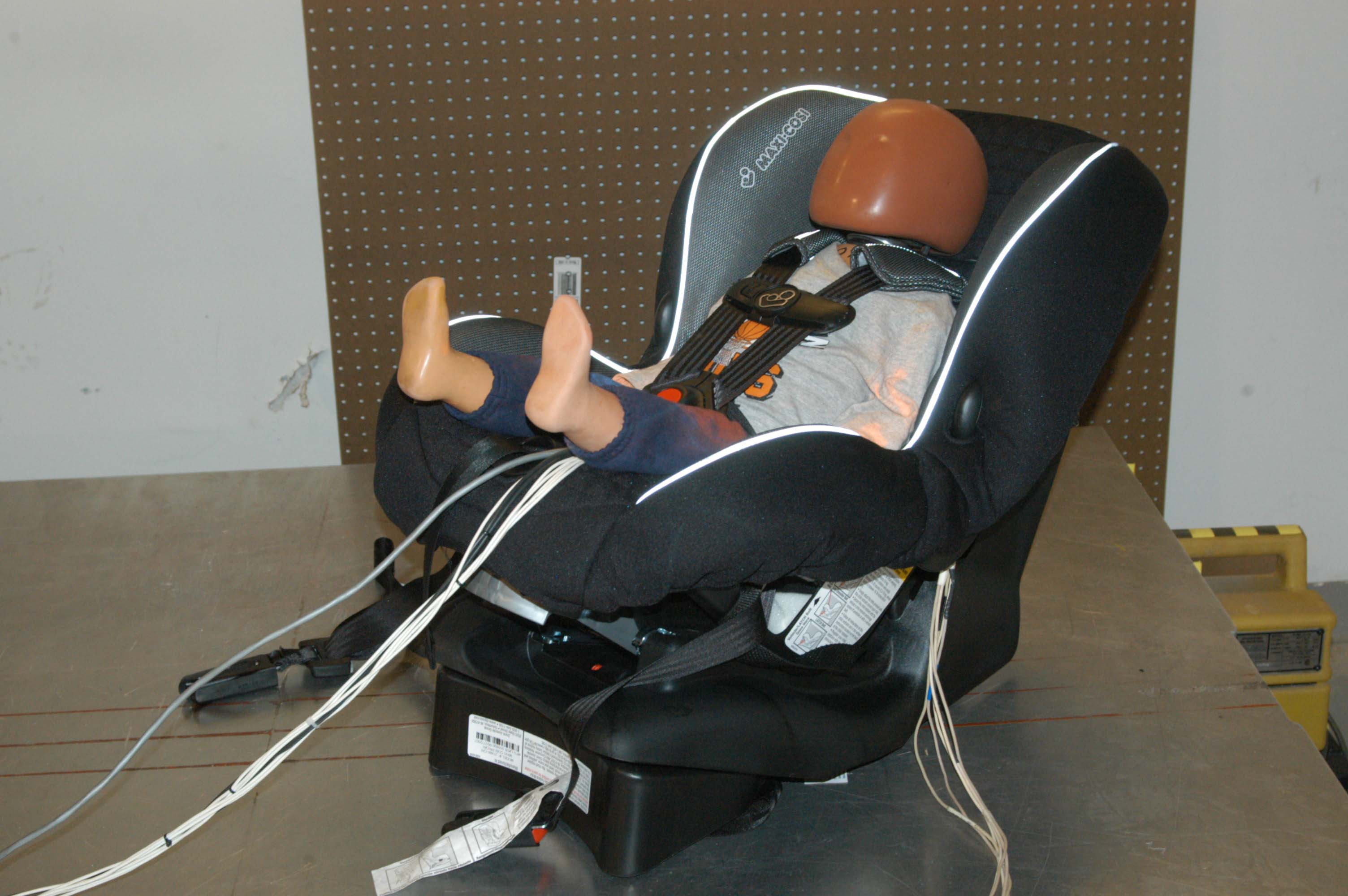
チャイルドシートに座ったCRABI（生後12か月モデル)

ダミー人形の値段や体格はメーカーによってさまざまである。ベースだけでも1000万～3000万円するモデルがある一方で、車にはねられる様子を観察したり、シートに長時間座らせて変形を観察する目的で使うモデルは最低で数万円程度である。
さらに、子ども型のダミー人形は子ども特有の関節の動き方を再現する必要があるため、成人型のダミー人形とは別物として開発される。
また、耐用回数もテスト内容によって異なる。
以下に挙げる人型ダミー人形以外にも、動物型のダミー人形も存在している。

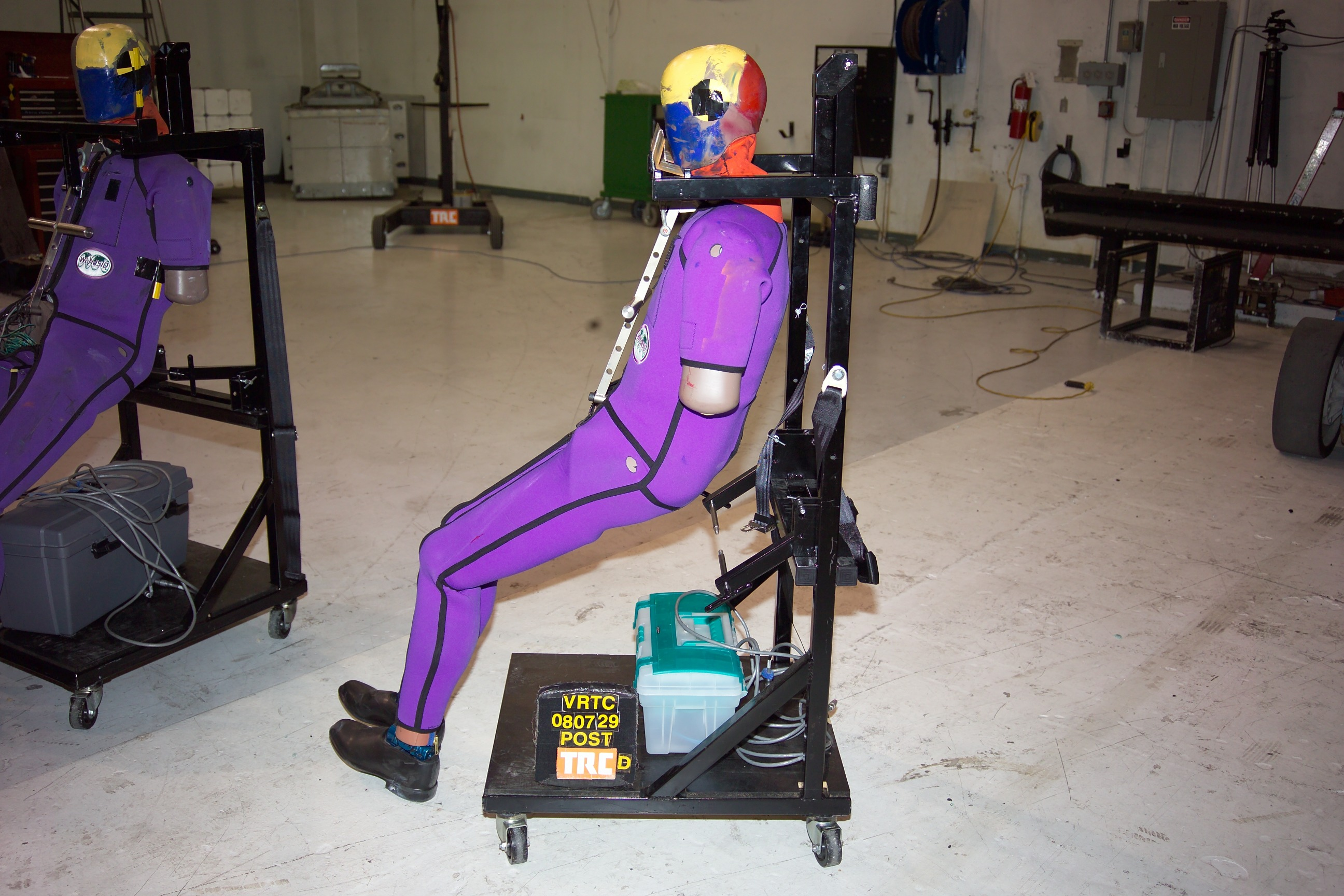
ユーロNCAPで使われる側突用のダミー・WorldSID 。

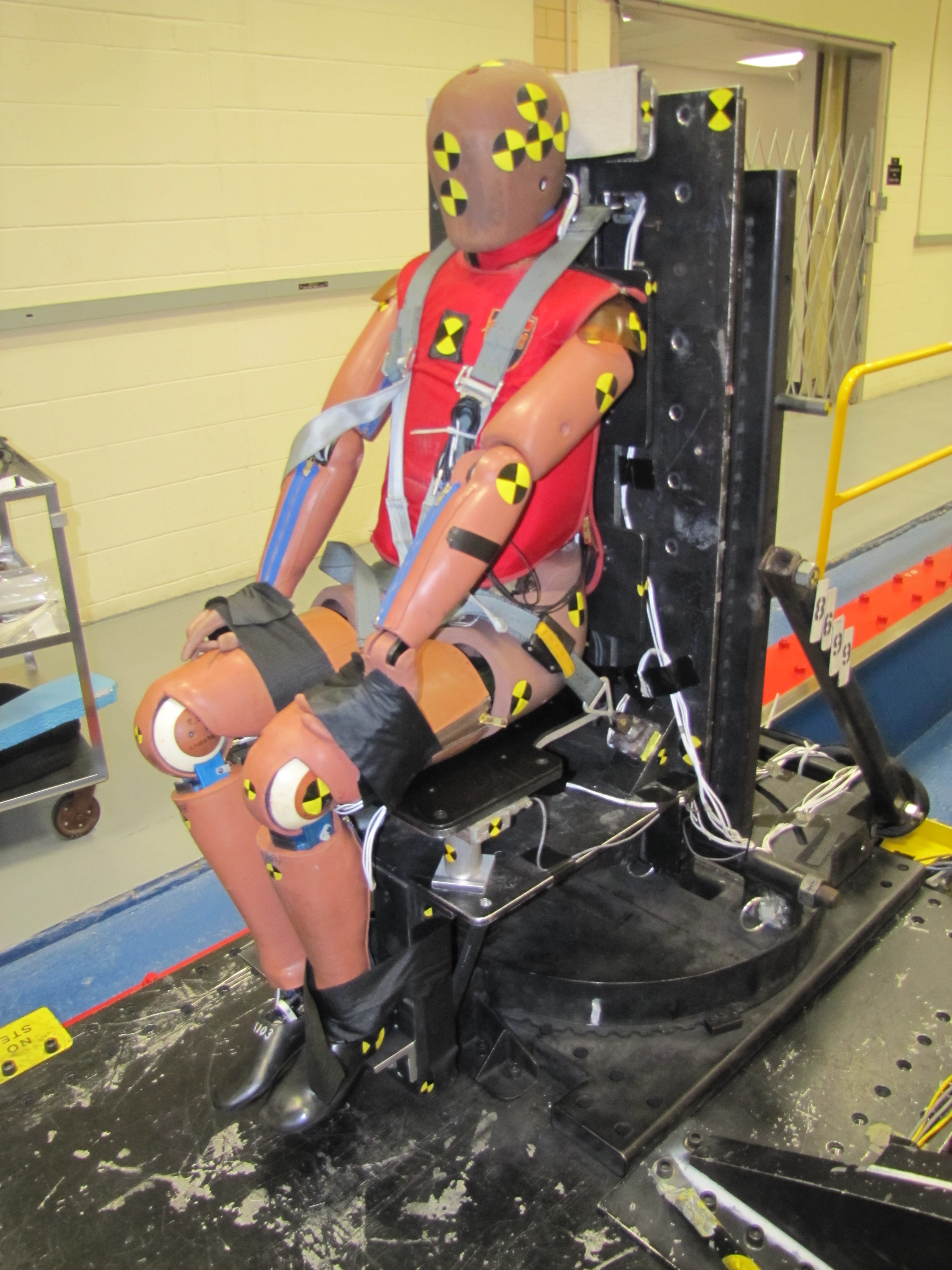
THOR

- SID (サイド・インパクト・ダミー、英名：Side Impact Dummy)：側突用のダミー人形[7]。
- BioRID：後面衝突を観察するために開発されたダミー人形[7]。
- CRABI：子ども型のダミー人形。生後6か月、生後12か月、生後18か月の3種類が存在する。
- FGOA （first generation obese anthropometric）：肥満体型の人間を模したダミー人形[12]
- THOR ：前突衝突試験用の成人男性型ダミー人形[5][7]。ハイブリッドIIIよりも、より現実の人間に近いデザインとなっていることに加え、より多くの計測チャンネル、検定試験項目の設定ができる[5]。